# پائولو توفولی
پائولو توفولی (به ایتالیایی: Paolo Tofoli) (زاده ۱۴ اوت ۱۹۶۶ در فرمو) بازیکن سابق تیم ملی والیبال ایتالیا و مربی کنونی والیبال است. پائولو ۳۴۲ بازی ملی در کارنامه خود و حاصل آن دو مدل نقره المپیک ۲۰۰۴ و ۱۹۹۶، چهار قهرمانی جام ملت های اروپا و دو مدال طلا قهرمانی جهان است. توفولی از بازیکنان نسل طلایی ایتالیا بود.
- [۱]